# بسمة الدريس
بسمة الدريس هي مجدفة جزائرية وُلدت في 17 نوفمبر 1984، ومثلت الجزائر في دورة الألعاب الإفريقية عام 2007.

## المشاركات والميداليات
شاركت بسمة الدريس في عام 2007 في دورة الألعاب الإفريقية، والتي أقيمت في مدينة الجزائر بالجزائر حيث تمكنت من الفوز بالميدالية الذهبية برفقة مواطنتها حفيظة شاوش في سباق التجديف المزدوج لزوجي السيدات. شاركت بسمة الدريس أيضًا في عدة نسخ من بطولة إفريقيا للتجديف وحصلت منها على العديد من الميداليات والألقاب كان آخرها الميدالية الفضية التي حصلت عليها مع زميلتها حفيظة شاوش في منافسات التجديف المزدوج لزوجي السيدات في بطولة إفريقيا للتجديف عام 2005. ويوضح الجدول التالي أهم المُسابقات والبطولات التي شاركت فيها بسمة الدريس، وأبرز الميداليات والألقاب التي حققتها في البطولات والمسابقات المختلفة:
| العام | المسابقة               | المكان                   | المنافسات                      | الترتيب/الميدالية                | ملاحظات                                      |
| ----- | ---------------------- | ------------------------ | ------------------------------ | -------------------------------- | -------------------------------------------- |
| 2005  | بطولة إفريقيا للتجديف  | تونس العاصمة، تونس       | المجذاف المزدوج - زوجي السيدات | المركز الثاني (الميدالية الفضية) | فازت بالمركز الثاني برفقة زميلتها حفيظة شاوش |
| 2007  | دورة الألعاب الإفريقية | الجزائر العاصمة، الجزائر | المجذاف المزدوج - زوجي السيدات | المركز الأول (الميدالية الذهبية) | فازت بالمركز الأول برفقة زميلتها حفيظة شاوش  |